# Natalja Perevoznikova
Natalja Igorevna Perevoznikova (Russisch: Наталия Игоревна Перевозникова; geboortenaam: Никулина; Nikoelina) (Leningrad, 31 januari 1972) is een Russische basketbalspeelster, die speelt voor het nationale team van Rusland. Ze is Meester in de sport van Rusland, Internationale Klasse.

## Carrière
Perevoznikova begon haar carrière bij 1990 bij Volna Leningrad. In 1995 ging ze naar Force-Majeure Sint-Petersburg. In 1996 stapte ze over naar SKA Stal Sint-Petersburg. In 1998 verhuisde ze naar Moskou om te spelen voor CSKA Moskou. In 2000 keerde ze terug naar Sint-Petersburg om te spelen voor Baltiejskaja Zvezda Sint-Petersburg. Na vier wedstrijden te hebben gespeeld stapte ze over naar Tsjevakata Vologda. In 2002 ging ze toch spelen voor Baltiejskaja Zvezda Sint-Petersburg. Met die club won ze de EuroCup Women in 2004 door in de finale Szolnoki MÁV Coop uit Hongarije met 68-64 te verslaan. In 2004 ging ze naar Dinamo Moskou. In 2006 stopte ze met basketbal.

## Erelijst
- Landskampioen Rusland:
  - Tweede: 1998, 2005
  - Derde: 2001, 2004, 2006
- EuroCup Women: 1
  - Winnaar: 2004